# Абрамов, Вячеслав Владимирович
Вячесла́в Влади́мирович Абра́мов (укр. В`ячеслав Володимирович Абрамов, род. 15 апреля 1948) — украинский государственный деятель, начальник Главного управления разведки Службы безопасности Украины, генерал-майор запаса (июль 1995-декабрь 1998).

## Награды
- Отличие «Именное огнестрельное оружие» (14 апреля 1998 года) — за весомый личный вклад в обеспечение государственной безопасности Украины, образцовое выполнение воинского долга[1]